# Кисриев, Энвер Фридович
Энвер Фридович Кисриев (род. 1947, Махачкала) — российский социолог, кавказовед. Заведующий сектором Кавказа Центра цивилизационных и региональных исследований Института Африки РАН (с 2003 года). Эксперт по этнокультурным и социально-политическим проблемам современного Дагестана.

## Биография
Родился в семье директора Дагестанского научно-исследовательского института сельского хозяйства Фрида Кисриева. По национальности лезгин. В 1972 году окончил исторический факультет Дагестанского государственного университета. В 1972—1975 годах учился в аспирантуре АН СССР. Кандидат философских наук, тема диссертации «Национальное и интернациональное в этнических и культурных процессах в Дагестане» (1979). Работал младшим научным сотрудников отдела социологии Института истории, археологии и этнографии Дагестанского научного центра (ДНЦ) АН СССР.
С 1988 года по 1998 год был заведующий отделом социологии ДНЦ АН СССР. В 1994—1998 годах совмещал эту должность с должностью советника председателя Народного собрания Республики Дагестан. В 1999—2000 годах был прикомандирован в Институт этнологии и антропологии РАН. В 2001 году окончательно переехал в Москву, где начал работать старшим научным сотрудником Центра цивилизационных и региональных исследований РАН (ЦЦРИ РАН). С 2003 года — заведующий сектором Кавказа ЦЦРИ РАН.
Автор более 280 научных публикаций. В 2004 году вышла монография Кисриева «Ислам и власть в Дагестане», посвящённая исламскому движению в современном Дагестане. В книге рассмотрены проблемы противостояния властей и религиозных группировок, противоборство местных тарикатов и ваххабитов, история «Исламского джамаата» в ваххабитском анклаве Карамахи-Чабанмахи, связь чеченских сепаратистов и дагестанских религиозных деятелей, события накануне вторжения бандформирований в Дагестан в 1999 году.
Кисриев является соавтором книги «Dagestan: Russian Hegemony and Islamic Resistance in the North Caucasus» с профессором политологии Южно-Иллинойсского университета Робертом Уэром. Книга вышла в 2009 году в американском издательстве «Sharpe». По словам автора, книга в основном посвящена изучению процессов, происходящих в Дагестане в кризисные 1990-е годы, когда влияние центральной власти критически ослабло.
В 2000 году был получателем гранта фонда Макартуров. Являлся экспертом организации «Сеть этнологического мониторинга и раннего предупреждения конфликтов» (EAWARN).

### Область научных интересов
В сферу научных интересов Кисриева входят:
- Исследование воздействия традиционных институтов кавказских обществ на характер современных социальных и политических процессов.
- Этнополитическая проблематика современных социальных процессов на Северном Кавказе.
- Исламская составляющая современных политических тенденций на Кавказе.

## Монографии
- Ислам и власть в Дагестане / Э. Ф. Кисриев; Отв. ред. А. В. Малашенко; Российская академия наук. Центр цивилизационных и региональных исследований. — науч. изд. — М.: ОГИ, 2004. — 224 с. — (Нация и культура: Социальные исследования).
- Ислам в Дагестане / (Ислам в России / под ред. А. В. Малашенко). — М.: Логос, 2007. — 129 с. — ISBN 978-5-98704-242-9.

## Публикации
- Кисриев Э. Ф. Интернациональное и национальное в процессе интернационализации общественной жизни // Сб. Дагестанское искусствознание. Махачкала. Издательство ДНЦ РАН, 1976.
- Кисриев Э. Ф. Национальная проблематика в Дагестане: основные направления и результаты // Совершенствование национальных отношений в ДАССР в условиях развитого социализма. Махачкала, Издательство ДНЦ РАН, 1984.
- Кисриев Э. Ф. Особенности формирования национального самосознания у подростков в одно- и многонациональной среде // Молодежь Дагестана: проблемы совершенствования социального облика. Махачкала, Издательство ДНЦ РАН, 1987.
- Кисриев Э. Ф. Изменения в структуре политической элиты и современный политический процесс в Дагестане // Дагестан: экономические отношения, собственность, элиты. Махачкала, Издательство ДНЦ РАН, 1997.
- Кисриев Э. Ф. Ислам и социальные конфликты на Северном Кавказе // Религия и конфликт. М., Росспэн. 2007.
- Кисриев Э. Ф. Направления институционализации ислама в Дагестане после присоединения к России // Горизонты современного гуманитарного знания. К 80-летию академика Г. Г. Гамзатова. М., Наука. 2008.
- Кисриев Э. Ф. Переход от атеизма к клерикализму: реисламизация в Дагестане новейшего времени // Социокультурное пограничье как феномен мировых и российских трансформаций. М., УРС, 2008. (Под ред. А. Н. Мосейко).